# 诺克斯 (纽约州)
诺克斯（英語：Knox）是位于美国纽约州奥尔巴尼县的一个镇，地处奥尔巴尼西部、奥尔巴尼县的西北角。2010年美国人口普查时，该镇有2692人。诺克斯于1882年从贝尔讷镇分出，独立建镇。